# Abri Unterkobel

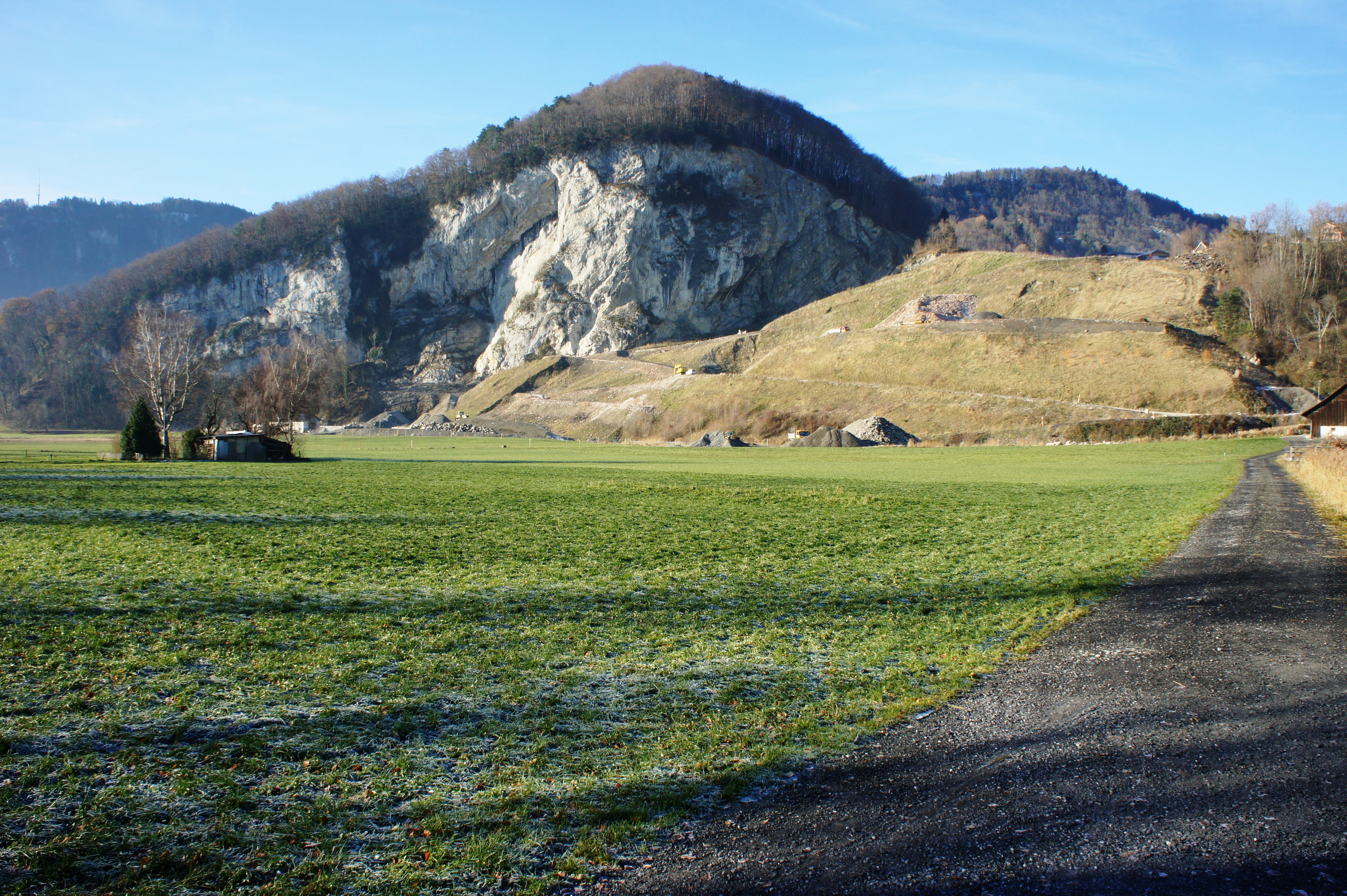
Die Deponie Unterkobel im ehemaligen Steinbruch unterhalb von Kobelwald.

Der Abri Unterkobel ist eine archäologische Fundstelle in der Gemeinde Oberriet (Kanton St. Gallen) in der Schweiz. Der Abri wurde im Frühjahr 2011 vom einheimischen Hobby-Archäologen Spallo Kolb entdeckt und der Kantonsarchäologie St. Gallen gemeldet. Diese grub die Fundstelle seit dem Sommer desselben Jahres und im darauf folgenden Jahr teilweise aus.
Nach den archäologischen Grabungen wurde die Fundstelle mit Geotextilien abgedeckt und wieder zugeschüttet, sie bleibt so für spätere Untersuchungen erhalten.
Die Abfolge der Schichten ist rund 4,5 Meter mächtig und reicht von der Römerzeit bis ins Mesolithikum. Von den Archäologen wurden in den Jahren 2011 und 2012 auf der Grabungsstelle über 20'000 Fundstücke freigelegt, die interdisziplinär ausgewertet und 2022 publiziert wurden.

## Geografie

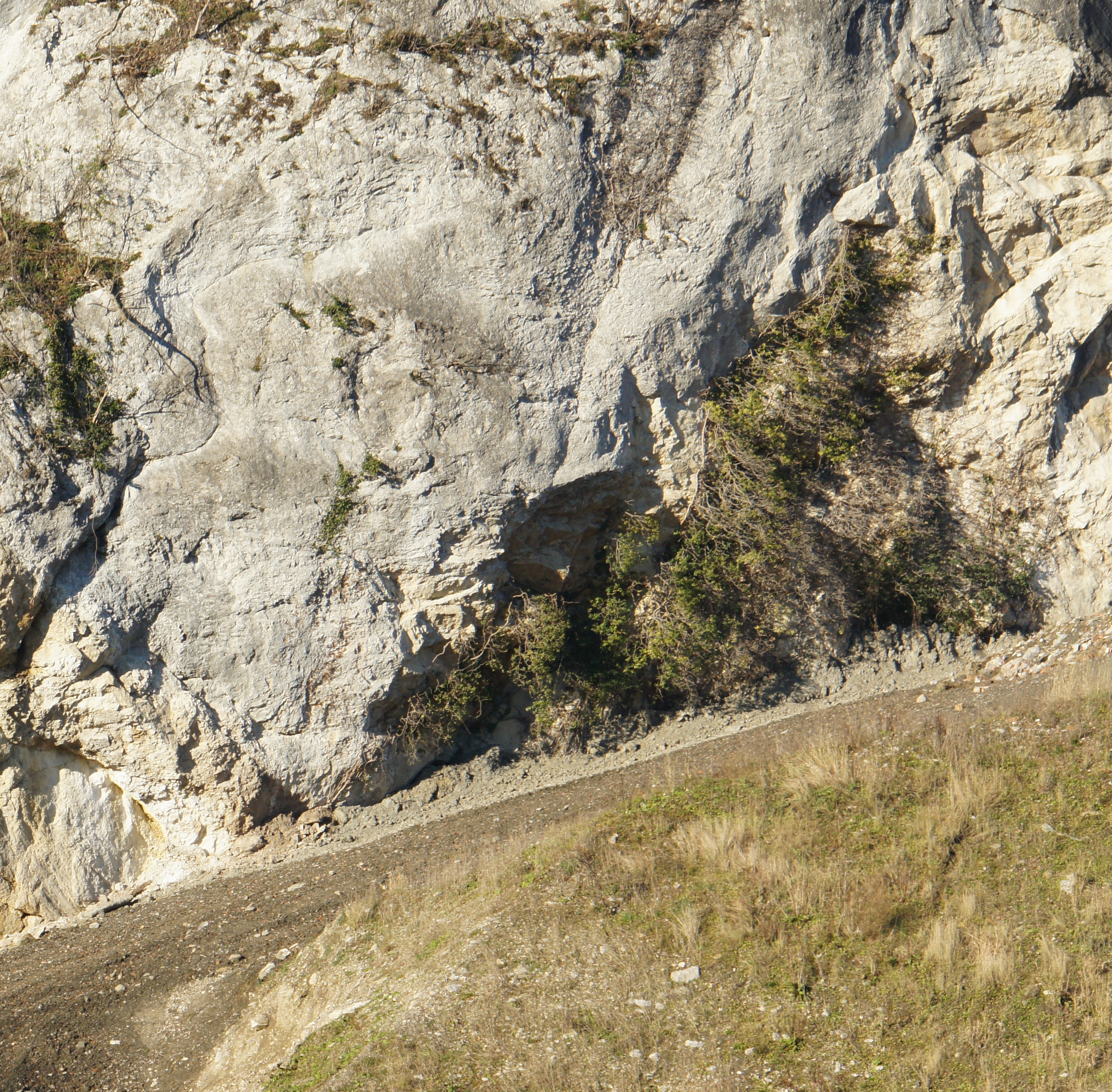
Die teilweise wieder zugeschüttete Fundstelle in der Felswand

Die Fundstelle liegt in einer Halbhöhle im unteren Teil einer Felswand, die sich nördlich des Weilers Moos befindet. Unterkobel ist ein ehemaliger Steinbruch unterhalb des Dorfes Kobelwald und wird heute als Deponie verwendet. Der Abri liegt auf ca. 446 m über Meer und ca. 40 m über dem Tal. In den letzten 9000 Jahren war das Gebiet nicht mehr ständig überflutet und konnte wohl ganzjährig begangen werden. Der Untergrund war wohl dennoch feucht und sumpfig.
Die Felswand über dem Abri ist zuerst leicht überhängend, wird aber zu einem bis zu 3,5 m hohes Felsdach. Der witterungsgeschützte Platz war wohl maximal 30 m lang und maximal 12 m breit.
Auf der gegenüberliegenden Seite des Rheins in Koblach in Österreich liegen die Abris Krinnenbalme und Rheinbalme.

## Funde
In den Fundeinheiten A-J fand sich Material von der Mittelsteinzeit bis in die römische Epoche.

### Fundeinheit J: Spätglazialer Kalkschutt
Die ältesten Knochenfunde datieren von 8570–8300 v. Chr.

### Fundeinheit I: Frühmesolithikum
Erste menschliche Begehungen äussern sich durch verbrannte Knochensplitter, Aschereste und Koprolithen aus dem Frühmesolithikum (8200–7100 v. Chr.). Man stellte hier Steinartefakte her, die intensiv zur Holzherstellung verwendet wurden. Alle Kratzer aus Silex waren vermutlich geschäftet. Die Menschen sammelten und verarbeiteten wohl das in der Umgebung wachsende Schilf und andere Gräser: So wurden auch Sand und Mollusken eingetragen.
Gejagt wurden vor allem Wildschweine und Hirsche. Zudem fanden sich viele Vogelknochen, die wohl von Menschen verzehrt wurden. Acht Panzerfragmente der europäischen Sumpfschildkröte weisen Brandspuren auf. Einige karnivore Schneckenarten weisen darauf hin, dass hier Schlachtabfälle gelagert wurden. Keins der Tiere hat man wohl im Winter gejagt.

### Fundeinheit H: Spätmesolithikum
Die Einheit datiert von ca. 6500–5400 v. Chr., also ins Spätmesolithikum. Der Abri wurde wohl vor allem im Winter begangen. Es wurde wohl weniger intensiv Steinwerkzeuge hergestellt, und gar keine Mikrolithen. Trapeze, eine spezifische Form von Mikrolithen, bestehen aus Silex aus 65–150 km Entfernung und wurden wohl an Pfeilen geschäftet. Man jagte wohl spezifisch junge Wildschweine. Mindestens ein Luchs wurde wohl zu Pelz verarbeitet, und Wildkatzen wurden gegessen. Man sammelte Haselnüsse, Holunder und Hartriegel.

### Fundeinheit G: Mittelneolithikum
Die Einheit datiert von ca. 5200–4300 v. Chr., also ins Mittelneolithikum. Die Feuerstellen waren mit Lehm unterzogen. Es fanden sich kaum mehr Steinartefakte, aber erstmals Knochen von domestizierten Tieren. Diese machten ca. 30 % des Knochenmaterials aus. Am häufigsten ist das Rind vertreten, aber auch Hausschwein, Schaf und Ziege. Es war allerdings kein Stall, es gab keine Hinweise auf Dungreste. Hauptnahrungsmittel war der Rothirsch. Dazu fand man Reste von Fröschen, die wohl auch gegessen wurden.

### Fundeinheit F: Jungneolithikum
Die Einheit datiert von ca. 4200–3700 v. Chr., also ins Jungneolithikum. Die Schichten bestanden zu einem Grossteil aus verbranntem Wiederkäuerdung, die Tierknochen sind vor allem Schaf- und Ziegenknochen. Der Abri wurde also wohl als Stall genutzt. Ein hoher Jungtieranteil macht Milchproduktion wahrscheinlich. Im Winter wurden die Tiere wohl mit Weisstannen, Fichten und Misteln gefüttert. Man ass wohl weiterhin Froschschenkel. Die Steinartefakte stammen von weit entfernt, ein Keramikgefäss zeigt Kontakte zu lokalen Fundstellen auf (Gamprin FL-Lutzengüetle).

### Fundeinheit E: Jungneolithikum
Die Einheit datiert von ca. 3800–3500 v. Chr., also ins Jungneolithikum. Der Abri wurde weiterhin als Stall für Wiederkäuer genutzt, zusätzlich deuten Lehmstücke mit ortsfremdem Lehm auf eine Konstruktion aus Flechtwerkwänden hin. In einer Schale wurde durch Lipidanalyse die Verarbeitung von frischer Milch bewiesen. Eine Knickwandschale kann dem Michelsberger Formenkomplex zugeschrieben werden: Es handelt sich um die südlichste bisher gefundene Knickwandschale. Gesammelt wurden Blasenkirschen, Brombeeren und Himbeeren. Dazu findet sich der älteste Getreiderest des Abris in dieser Schicht.

### Fundeinheit D: ältere Frühbronzezeit
Die Einheit datiert von ca. 2200–1800 v. Chr., also in die Frühbronzezeit. Der Abri wurde nur phasenweise begangen. Es gibt viel Keramik, von denen viele Formen in der Forschung unbekannt sind für diese Periode – sie ist stark fragmentiert, die Assemblage besteht ausschliesslich aus Feinkeramik. Knochen finden sich vor allem vom Hausrind. Die ersten Hundeknochen sind belegt. Am Hang wurde wohl stark gerodet.

### Fundeinheit C: jüngere Frühbronzezeit bis Beginn Mittelbronzezeit
Die Einheit datiert von ca. 1900–1400 v. Chr., also von der jüngeren Frühbronzezeit bis zum Beginn der Mittelbronzezeit. Es sind Staketenlöcher nachgewiesen, die vermutlich zu kleineren Einbauten gehörten. Es gibt kaum noch Wildtierknochen, aber mehr Schafe und Ziegen. Die Schlachtspuren an den Knochen verändern sich, werden zu Hackspuren. Der Abri wurde wohl vor allem im Winter genutzt.

### Fundeinheit B: Mittel- und Spätbronzezeit
Die Einheit datiert von ca. 1700–1000 v. Chr., also von der Mittel- bis in die Spätbronzezeit. Der Abri war wohl häuslich bewohnt zu der Zeit: Die Schicht hat eine hohe Funddichte von Keramik, es fand sich ein Pfostenloch und mehrfach verwendete Feuerstellen. Unter der Schicht ist ein Hiatus von mehreren Hundert Jahren.

### Fundeinheit A: jüngere Eisenzeit und römische Epoche
Die Einheit datiert von 400 v. Chr. bis ans Schichtende, also von der jüngeren Eisenzeit in die Neuzeit. Es gibt aber einen prähistorischen Nutzungsschwerpunkt in der Spätantike. Der Abri wurde nur sporadisch begangen. Erwähnenswert ist das Fragment eines Laveztopfes und ein Antoninian.